# 清光院
清光院（せいこういん、生没年不詳）は、戦国時代の前期の女性。室町幕府第12代将軍足利義晴に近侍した。通称は佐子局（さこのつぼね）、出家後は清光院とも称したが、八瀬に隠居したことから八瀬局とも呼ばれた。山科言継の『言継卿記』天文13年7月20日条によれば、「三淵掃部」すなわち三淵晴員の姉と記載されているが、晴員自身が細川元有の実子で三淵晴恒の養子と伝えられているため、彼女の実父が元有か晴恒かを確定することができない。
足利将軍家に仕えていた女房は、奉公衆・奉行衆の特定の家から出されて同じ名乗りをもって将軍に仕えることが多く、摂津氏では「左京大夫局」「左衛門督局」を名乗った後に「春日局」と称するのが慣例となっていた。また、「宮内卿局」は春日部赤松家（赤松貞範の子孫）に由来し、その後も赤松氏一族出身の女性に引き継がれた。また、大舘持房の娘で足利義政の側室に取り立てられた佐子（陽西院）の「佐子」も名ではなく女房名であったとされる。このため、同じように「佐子局」は大舘氏出身の女房の名前と考えられ、晴員の姉である佐子局も事情があって大舘氏の養女になって将軍家に仕えたと推定されている。
三淵晴員が明応9年（1500年）生まれ（足利義晴より11歳年長）であり、佐子局はそれより年長であることから、義晴の側室ではなく養育係の1人であったと推定される。当時、足利義澄・義晴父子と足利義稙の間で将軍の地位を巡る争いを繰り広げており、義晴も播磨国の赤松氏の下で成長した。このため、幕臣のみならず、女房の間でも義澄派と義材派に分かれていたとみられ、細川元常（晴員の実兄）・三淵晴員・大舘常興はいずれも義澄派であったこと、三淵氏が播磨国印南郡に所領を有していたことから、晴員・佐子局は義稙政権時には義晴と共に播磨国に下っていたとみられる。その後、永正18年（1521年）に義晴が上洛して11歳で将軍に就任して以降、小上臈と呼ばれる地位にあった。
義晴の将軍就任以降、晴員と佐子局が記録上に登場するようになる。佐子局の記録上の初出は『尚通公記』大永3年（1523年）正月16日条で、以降幼少の義晴に近侍して諸事の取次を務め、仮名書きの奉書や御内書の添状を発給している（なお、同記の同月5日条が三淵晴員の記録上の初出にあたる）。また、天文5年（1536年）の内談衆の結成にも関わり（『大舘常興日記』天文8年12月5日条）、義晴の政務全般に影響を及ぼしていた。その後、義晴が近衛家から御台所（慶寿院）を迎えたのを機に、天文3年（1534年）11月に隠退して八瀬に居を構えたが、その後も政務に関与している。
ところが、天文6年（1537年）に義晴が日吉十禅院新礼拝講の要脚を本願寺に対して賦課し、これに対して本願寺の証如が佐子局と晴員を通じてその免除を求めたところ、かねてより一向一揆が支配する加賀国にある奉公衆の所領の扱いに不満を抱いていた義晴がこれに激怒して佐子局に怒りをぶつけ、彼女も一時隠居を考えている。そうした確執の影響もあり、天文7年（1538年）2月頃に出家をして「清光院」と名乗るようになる。ただし、その後も義晴の子（後の足利義輝）の「乳人」として清光院の名前が登場している。また、清光院の同僚に「御佐子」と呼ばれる女性も登場するが、そちらは大舘常興の実娘で後に義晴の側室となった女性とみられている。